# Piroska Tábori

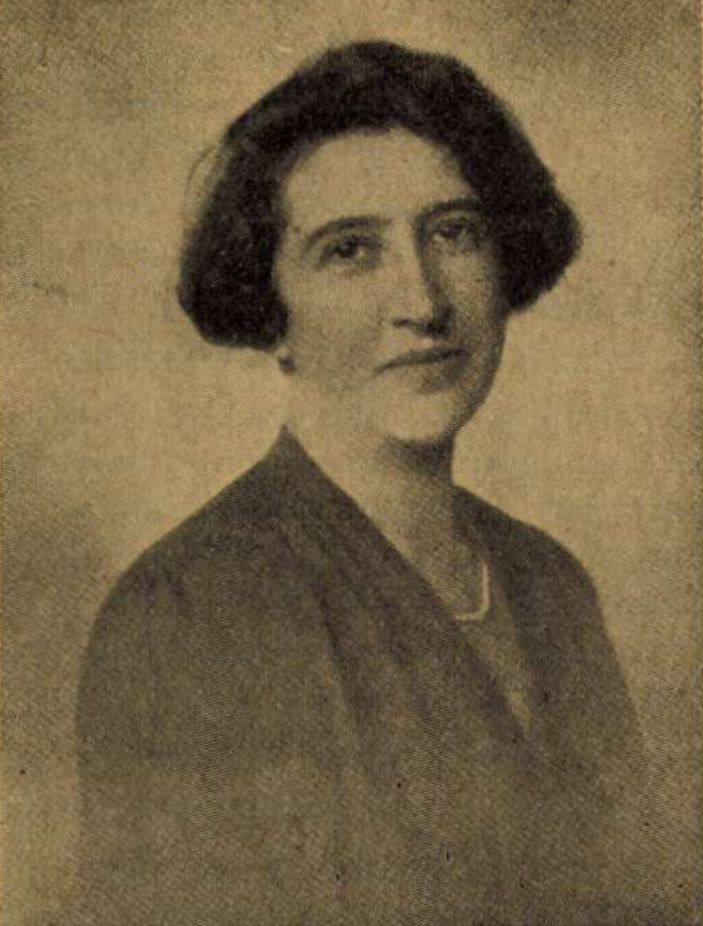
Piroska Tábori (1934)

Piroska Tábori (* 20. November 1892 in Budapest; † 2. Mai 1947 ebenda) war eine ungarische Schriftstellerin und Übersetzerin.

## Leben
Sie war die Tochter des Schriftstellers Róbert Tábori. An der Pädagogischen Hochschule in Budapest studierte sie und machte dort ihr Diplom als Lehrerin. Von 1916 bis 1922 war sie Mitarbeiterin an einer Budapester Bibliothek. Ein Schwerpunkt ihrer Arbeit als Schriftstellerin war die Jugendliteratur. Eine besondere Popularität erreichten  ihre beiden Jugendromanreihen um die Figuren Dani Dugó und Peti Csavar. Daneben übersetzte sie ausländische Literatur in die ungarische Sprache. Sie war verheiratet mit dem Opernsänger Zoltán Závodszky. Im Mai 1947 beendete sie ihr Leben.

## Werke (Auswahl)
- Halk muzsika. Versek, 1918
- Zsuzsa Párisban, 1930
- Tökmag bandája, 1934
- Hétköznapok, 1936
- A mintaosztály, 1936
- Üzent az orgonás, 1941
- Vetéstől aratásig, 1947

## Übersetzungen
Tábori übersetzte mehr als 50 ausländische Werke, unter anderem von Arnold Bennett, Svend Fleuron, Wilhelm Hauff, Selma Lagerlöf, Camille Lemonnier, Maria von Peteani und Edgar Wallace.